# Novinářská laťka
Novinářská laťka je mezinárodní halový atletický mítink ve skoku do výšky. V letech 1969 – 1995 se konal pravidelně každý rok. Jedním ze zakladatelů byl redaktor deníku Československý sport a atletický expert Jan Popper. Po jeho smrti nesl mítink v letech 1987 – 1995 název Memoriál Jana Poppera. Mítink byl znovu obnoven v roce 2007 a od té doby je pořádán v obchodním centru Metropole, v pražském Zličíně.
Rekordy mítinku drží Tomáš Janků (233 cm) a Bulharka Emilia Dragievová (195 cm).  Soutěž žen se však od roku 2007 nekoná.
Novinářská laťka byla prvním výškařským mítinkem, na kterém se závodilo za doprovodu živé hudby.

## Přehled ročníků
| Datum konání   | Vítězové – Muži     | Výkon  | Vítězové – Ženy        | Výkon  | Místo konání         |
| -------------- | ------------------- | ------ | ---------------------- | ------ | -------------------- |
| 12. února 1969 | Rudolf Baudis       | 2,15 m | Jaroslava Valentová    | 1,78 m | hala Sparty na Letné |
| 11. února 1970 | Hermann Magerl      | 2,14 m | Ilona Gusenbauerová    | 1,79 m | hala Sparty na Letné |
| 10. února 1971 | Branko Vivod        | 2,14 m | Sněžana Hrepevniková   | 1,84 m | hala Sparty na Letné |
| 16. února 1972 | Rudolf Baudis       | 2,16 m | Alena Prosková         | 1,81 m | hala Sparty na Letné |
| 14. února 1973 | Leif Roar Falkum    | 2,15 m | Milada Karbanová       | 1,86 m | hala Sparty na Letné |
| 26. února 1974 | Valentin Gavrilov   | 2,21 m | Milada Karbanová       | 1,90 m | hala Sparty na Letné |
| 26. února 1975 | Vladimír Malý       | 2,24 m | Věra Bradáčová         | 1,80 m | hala Sparty na Letné |
| 11. února 1976 | Bruno Brokken       | 2,21 m | Rosemarie Ackermannová | 1,89 m | hala Sparty na Letné |
| 2. březen 1977 | Rolf Beilschmidt    | 2,23 m | Cornelia Popescuová    | 1,91 m | hala Sparty na Letné |
| 1. březen 1978 | Rolf Beilschmidt    | 2,22 m | Jutta Kirstová         | 1,88 m | hala Slavie v Edenu  |
| 14. února 1979 | Gerd Wessig         | 2,19 m | Kristine Nitzscheová   | 1,92 m | Ústí nad Labem       |
| 20. února 1980 | Adrian Proteasa     | 2,25 m | Urszula Kielanová      | 1,88 m | Ústí nad Labem       |
| 11. února 1981 | Jacek Wszoła        | 2,20 m | Elżbieta Krawczuková   | 1,88 m | Ústí nad Labem       |
| 24. února 1982 | Albu                | 2,19 m | Ulrike Meyfarthová     | 1,93 m | hala VS Hostivař     |
| 22. února 1983 | Dariusz Biczysko    | 2,28 m | Lidija Lapajneová      | 1,87 m | Veletržní palác      |
| 21. února 1984 | Constantin Militaru | 2,27 m | Urszula Kielanová      | 1,84 m | Veletržní palác      |
| 12. února 1985 | Milan Machotka      | 2,19 m | Danuta Bułkowská       | 1,90 m | Sportovní hala ČSTV  |
| 13. února 1986 | Jindřich Vondra     | 2,27 m | Urszula Kielanová      | 1,92 m | Sportovní hala ČSTV  |
| 29. leden 1987 | Ján Zvara           | 2,32 m | Elzbieta Trylinská     | 1,92 m | Sportovní hala ČSTV  |
| 29. leden 1988 | Róbert Ruffíni      | 2,30 m | Emilia Dragievová      | 1,95 m | Sportovní hala ČSTV  |
| 8. února 1989  | Ľubomír Roško       | 2,19 m | Šárka Kašpárková       | 1,87 m | Chrudim              |
| 30. leden 1990 | Róbert Ruffíni      | 2,26 m | Jana Brenkusová        | 1,88 m | Chrudim              |
| 27. února 1991 | Milan Machotka      | 2,19 m | Šárka Nováková         | 1,87 m | Praha, Strahov       |
| 19. února 1992 | Zdeněk Kubišta      | 2,20 m | Jana Brenkusová        | 1,90 m | Praha, Strahov       |
| 24. února 1993 | Leo Zdráhal         | 2,10 m | Alena Varcholová       | 1,87 m | Praha, Strahov       |
| 22. února 1994 | Jan Janků           | 2,18 m | Zuzana Kováčiková      | 1,83 m | Praha, Strahov       |
| 28. února 1995 | Róbert Ruffíni      | 2,23 m | Šárka Makówková        | 1,81 m | Praha, Strahov       |
| 15. února 2007 | Tomáš Janků         | 2,33 m | -                      | -      | Metropole Zličín     |
| 14. února 2008 | Ivan Uchov          | 2,30 m | -                      | -      | Metropole Zličín     |
| 5. února 2009  | Jaroslav Bába       | 2,24 m | -                      | -      | Metropole Zličín     |
| 11. února 2010 | Alexej Dmitrik      | 2,30 m | -                      | -      | Metropole Zličín     |
| 10. února 2011 | Jaroslav Bába       | 2,30 m | -                      | -      | Metropole Zličín     |
| 16. února 2012 | Viktor Ninov        | 2,27 m | -                      | -      | Metropole Zličín     |
| 14. února 2013 | Viktor Ninov        | 2,30 m | -                      | -      | Metropole Zličín     |